# بلید (فیلم ۱۹۷۳)
بلید (انگلیسی: Blade) فیلمی آمریکایی در ژانر معمایی و مهیج محصول سال ۱۹۷۳ به کارگردانی ارنست پینتاف با بازی جان مارلی، جان سایفر، کاترین واکر، ویلیام پرینس و کین کرتیس است.

## بازیگران
- جان مارلی در نقش تامی بلید
- جو سایفر در نقش پیترسن
- کاترین واکر در نقش مگی
- ویلیام پرینس در نقش پاورز
- جان اسچاک در نقش ریردون
- رو مک‌کلاناهان در نقش گیل
- مورگان فریمن در نقش کریس
- مایکل مک‌گوایر در نقش کوئینسی
- جو سانتوس در نقش اسپینلی
- تد لانگه در نقش هنری واتسون
- جولیوس هریس در نقش ورق‌باز
- کین کرتیس در نقش استاینر
- مارشال افران در نقش مرد چاق